# Asifabad
Asifabad (sinds 2016 officieel Komaram Bheem geheten) is een census town in het district Komaram Bheem van de Indiase staat Telangana. 

## Demografie
Volgens de Indiase volkstelling van 2001 wonen er 19.334 mensen in Asifabad, waarvan 52% mannelijk en 48% vrouwelijk is. De plaats heeft een alfabetiseringsgraad van 62%. 